# جيمس ويب (نحات)
جيمس ويب (بالإنجليزية: James Webb)‏ هو مصمم جنوب أفريقي، ولد في 20 يونيو 1975 في كيمبرلي في جنوب أفريقيا.